# Kardarigan
Kardarigan est un général sassanide qui vécut à la fin du VIe siècle. Il combattit lors de la guerre byzantino-perse de 572 à 591. Du fait qu'il est mentionné qu'il était assez âgé pour avoir un neveu adulte en 586, il n'est pas certain qu'il s'agisse du même général qu'un personnage homonyme qui combattit lors d'autres guerres plus tardives, au début du VIIe siècle. Le nom de Kardarigan est en fait un titre honorifique qui signifie « faucon noir ».

## Biographie

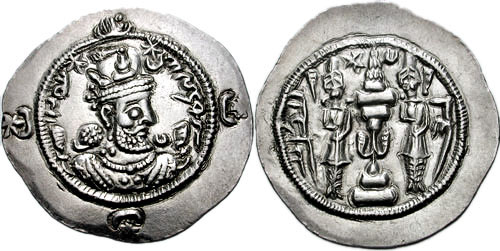
Drachme de Hormizd IV (579-590).

Kardarigan apparaît pour la première fois en tant que commandant des forces perses en Mésopotamie septentrionale à la fin de l'année 582. Il s'opposa alors à une invasion byzantine de l'Arzanène conduit par Jean Mystacon qu'il vainquit à la bataille de la rivière Nymphius,. Lors d'une campagne en 583, il mit le siège devant le fort d'Aphumon mais se retira pour aider à repousser une attaque byzantine contre le fort nouvellement construit d'Akbas,. Durant l'automne 584, alors qu'il préparait une incursion dans le territoire byzantin, il fut contraint de se diriger vers l'est pour s'opposer à une invasion byzantin dirigée par Philippicos. Ce dernier se retira devant l'arrivée de Kardarigan,. En 585, alors que Philippicos tombait malade, Kardarigan passa à l'offensive, assiégeant la base byzantine de Monocarton, sans succès. Il se dirigea ensuite vers le nord, en direction de Martyropolis, la base de Philippicos. Toutefois, après avoir mis à sac le monastère proche de la ville, il fut contraint de se replier vers le territoire perse,.
Lors de l'été 586, Kardarigan attaqua l'armée de Philippicos à la bataille de Solachon. Il était personnellement à la tête du centre de son armée. Toutefois, cet affrontement tourna à la déroute pour les Perses même si Kardarigan parvint à s'échapper. Beaucoup de ses soldats périrent en raison de sa décision de vider les réserves en eau de son armée pour accroître la motivation de ses hommes à briser les Byzantins pour accéder à la rivière Arzamon,,. Toutefois, tandis que Philippicos mit le siège devant la forteresse de Chlomaron, Kardarigan parvint à assembler une force improvisée, principalement composée de paysans conscrits. Il marcha ensuite vers Chlomaron et joignit ses forces avec celle des assiégés, contraignant le général byzantin à battre en retraite. Rien n'est connu de lui par la suite, à moins qu'il ne s'agisse du même général nommé aussi Kardarigan qui apparaît vers 605.